# Casa di Pietro il Grande
La Casa di Pietro il Grande (in ucraino Будинок Петра І?; in russo Дом Петра I ?) è una sede museale del Museo di storia statale che si trova a Kiev nella omonima oblast' dell'Ucraina.

## Origine del nome

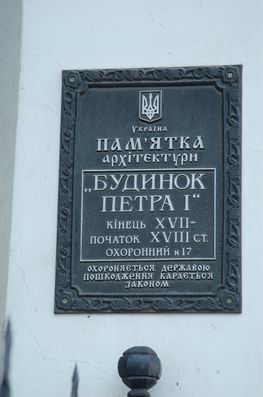
Targa posta sulla facciata

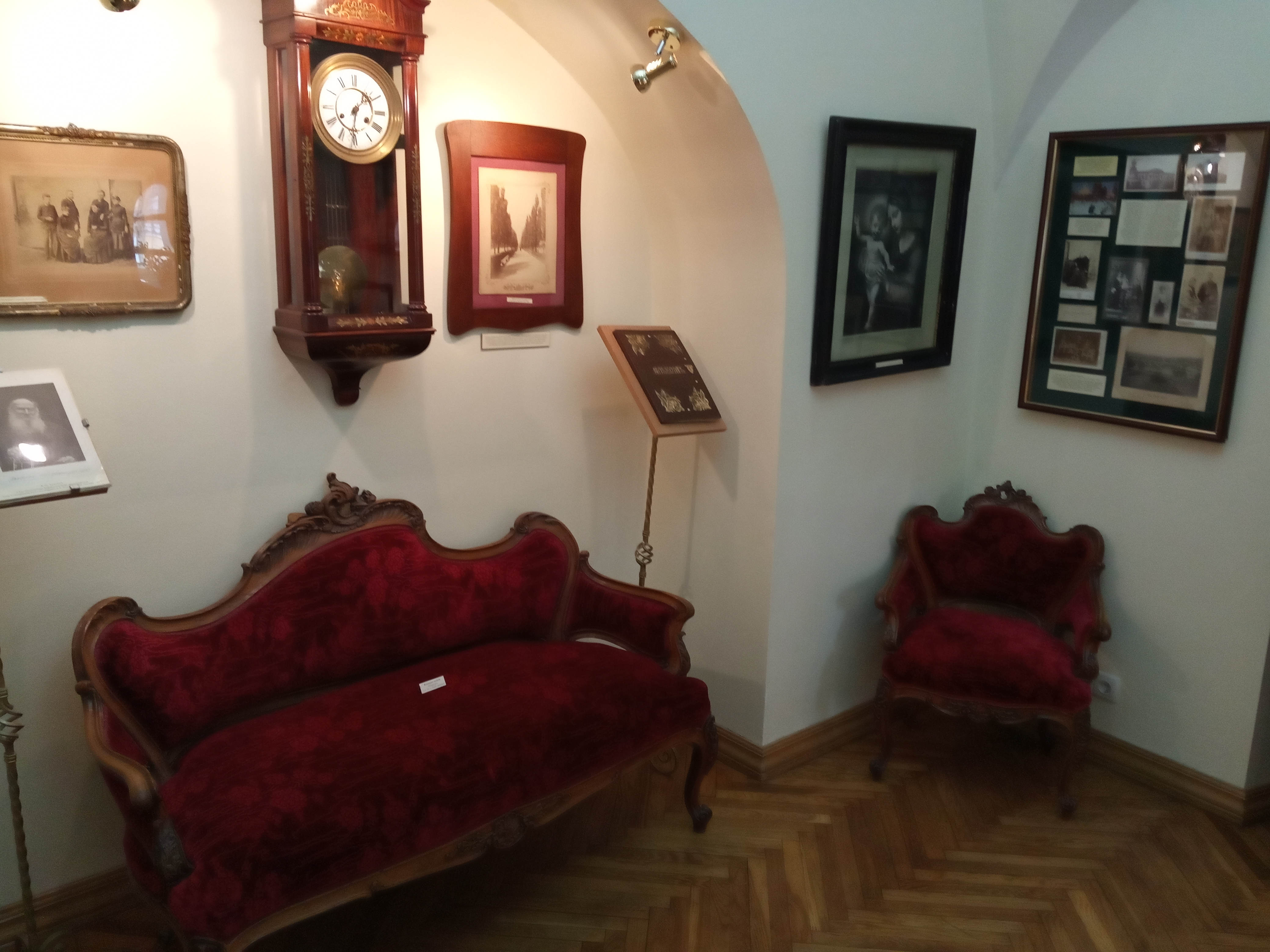
Interno

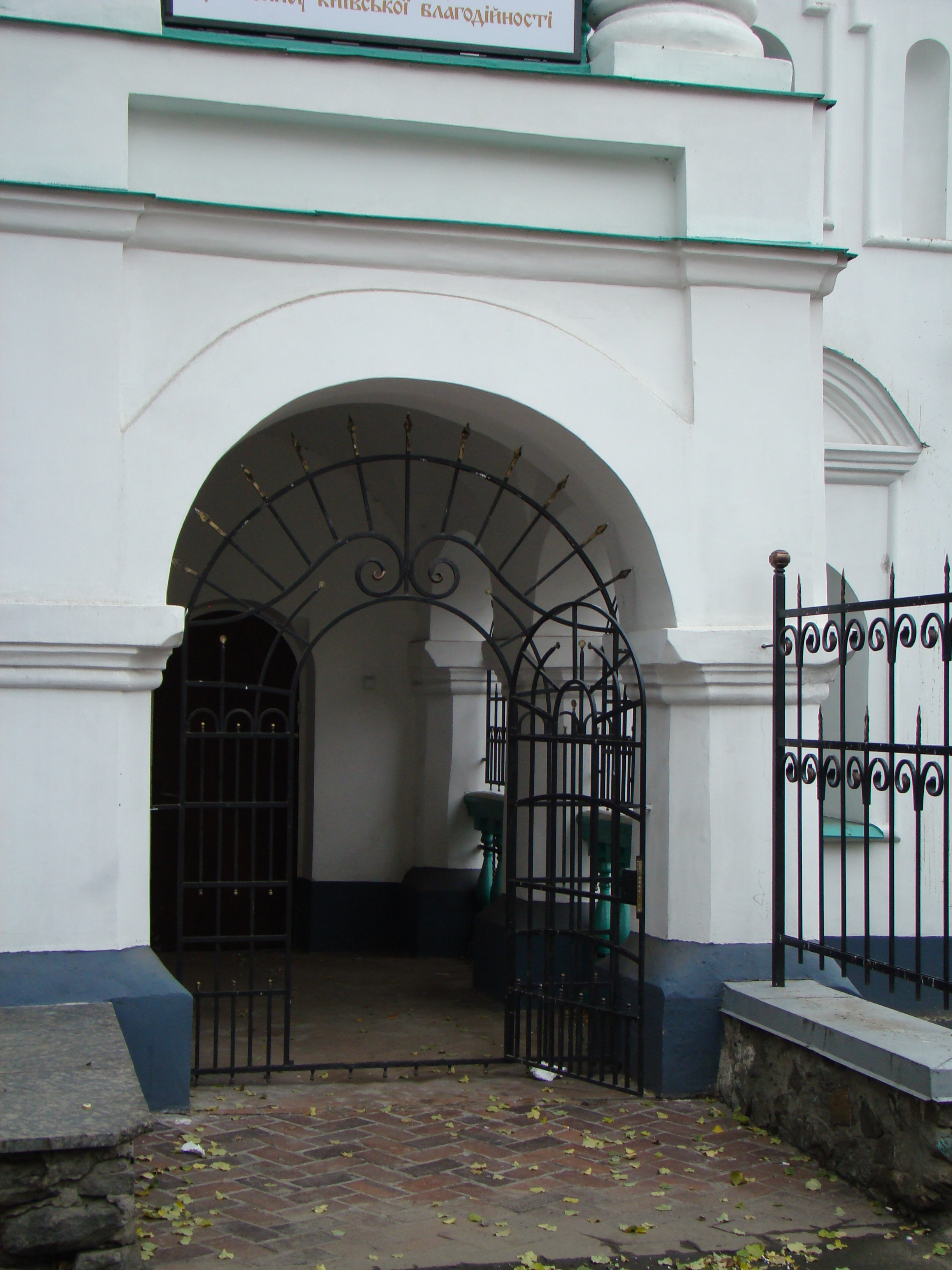
Ingresso principale

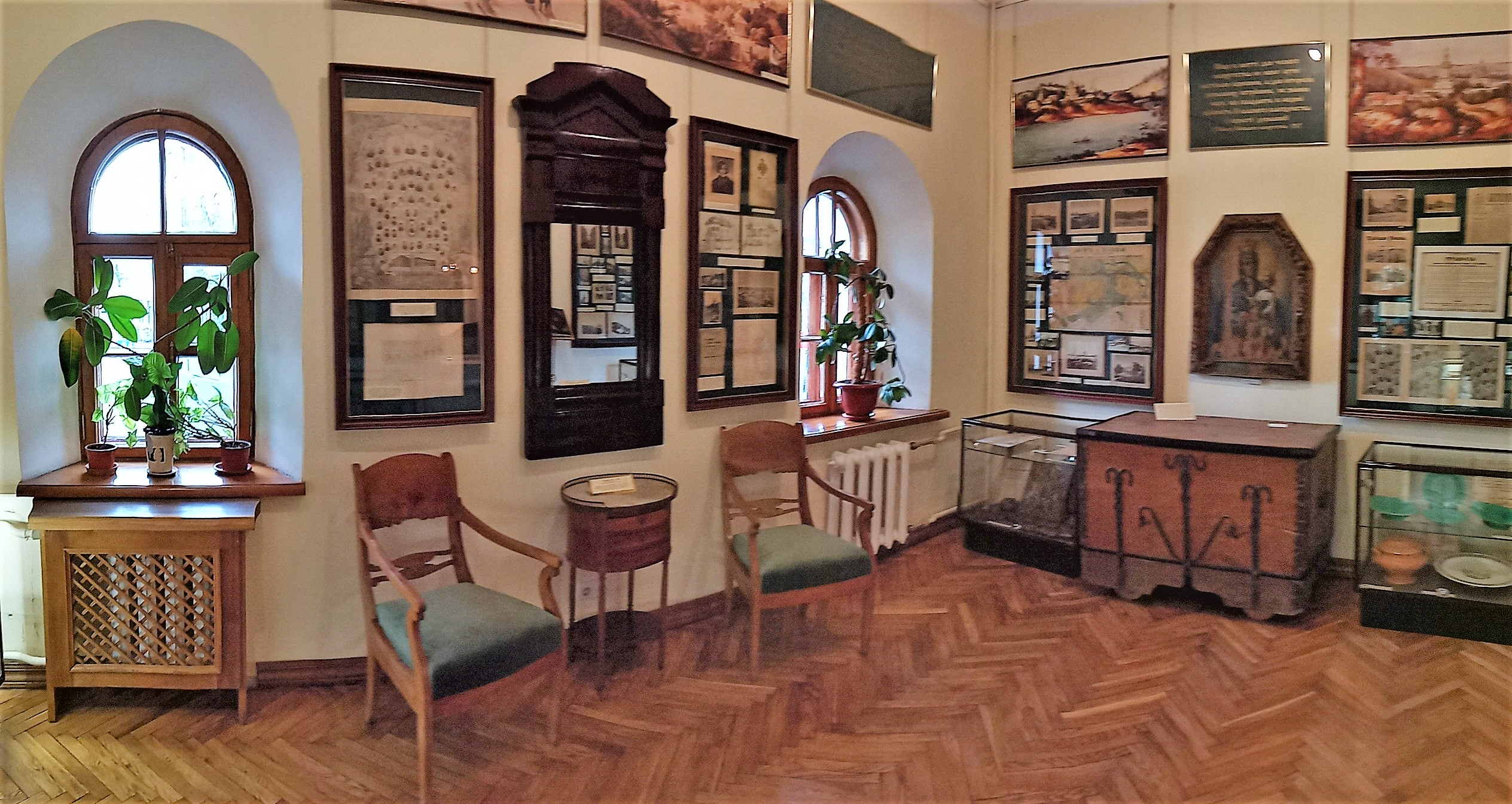
Interno

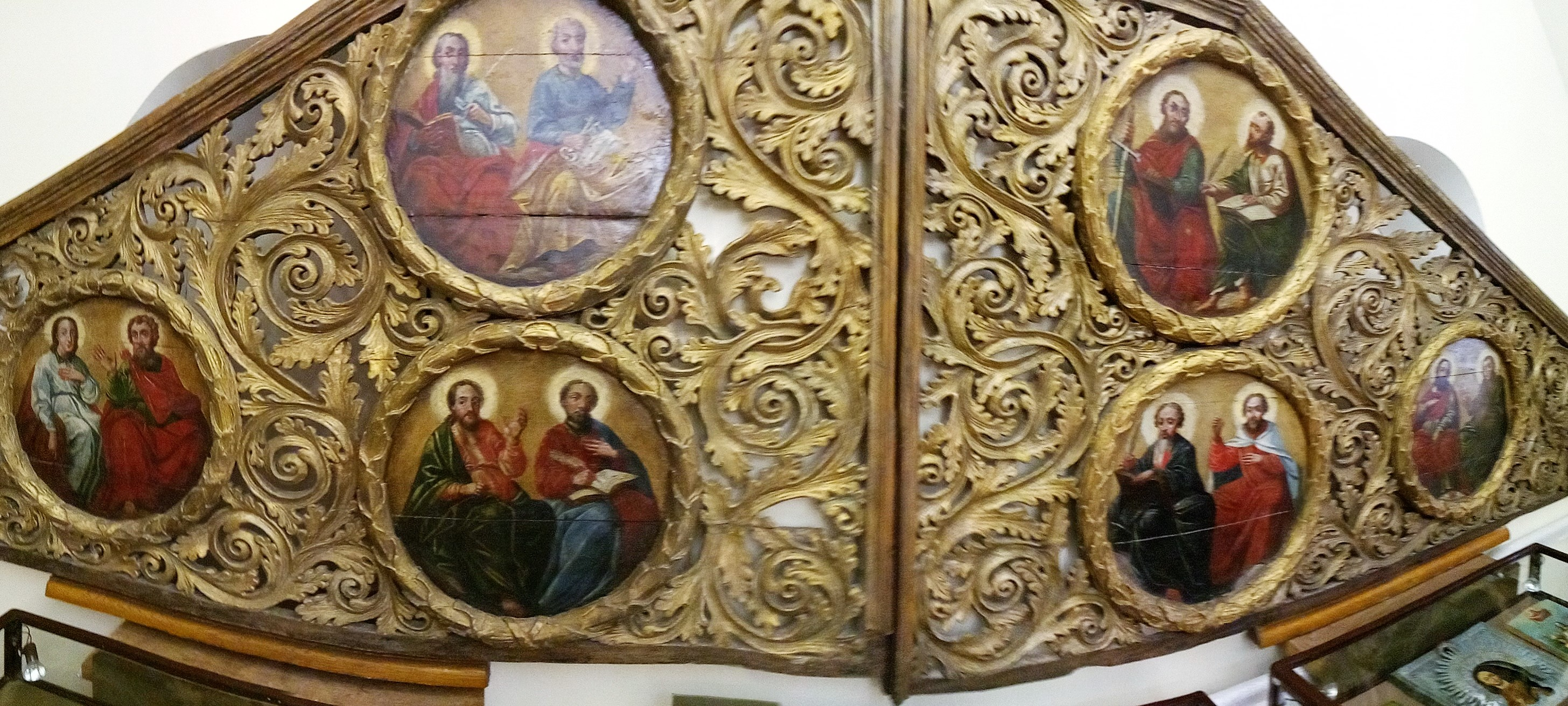
Cornice con icone raffiguranti santi

Il nome col quale l'edificio è noto deriva dalla leggenda che vuole che lo zar Pietro I di Russia vi abbia soggiornato tra il 1706 e il 1707 durante la costruzione della Fortezza di Kiev anche se non vi sono fonti storiche attendibili della circostanza.

## Storia
L'edificio venne costruito tra il XVII e il XVIII secolo come residenza del sindaco della città, prima del grande incendio che distrusse la zona di Podil nel 1811, e fu uno dei pochi palazzi nell'area a restare quasi senza danni. Il palazzo è stato oggetto di lavori di restauro nel 2019.

## Descrizione
L'edificio, che viene utilizzato come sede per il Museo della Carità, conserva documenti, mobili, libri e fotografie. Tra i reperti di maggior interesse e pregio si ricorda l'icona barocca raffigurante la Madre di Dio con il Bambino risalente al XVIII secolo.
Molto interessante è anche il ritratto di Lev Tolstoj poiché è composto dalle parole della Sonata di Kreutzer.